# Radok Lake
Radok Lake är en sjö i Antarktis. Den ligger i Östantarktis. Australien gör anspråk på området. Radok Lake ligger 440 meter över havet.